# Салемал
Салема́л — село в Ямальском районе Ямало-Ненецкого автономного округа России.

## География
Салемал — самое южное поселение Ямальского района. Расположено на развилке Хаманельской и Надымской Оби. Высота над уровнем моря — 80 м.

## История
Как свидетельствует А. А. Дунин-Горкавич в своей книге «Тобольский Север», вышедшей в 1904 году, 18 июля 1895 года тобольский рыбопромышленник Семен Иванович Бронников с 1896 года взял в аренду сроком на 4 года за арендную плату в 80 рублей в год у ненецкого рода Езынги песок Салей-Мал. На момент выхода книги на песке Салей-Мал было 4 жилых и 4 нежилых здания и 1 баня. В советское время на песке был организован рыбоучасток Пуйковского рыбозавода. В 1952 году из посёлка Шуга на мыс, расположенный в 10 километрах ниже по течению от песка Салей-Мал, перевели 20 единиц маломерных речных судов, среди которых было 6 мотоботов и 12 малых рыболовецких ботов. После ликвидации флота на этот мыс был перенесен рыбучасток Пуйковского рыбозавода с песка Салей-Мал. В эти же годы на этом мысе развернулось строительство посёлка, который назвали по подобию прежнего названия — Салемал, и в него были переселены жители села Пуйко. А песок Салей-Мал стал именоваться как Старый Салемал. В 1960 году в посёлке Салемал была построена школа, затем интернат. 5 ноября 1965 года Пуйковский сельский совет был переименован в Салемальский.
С 2004 до 2021 гг. село образовывало сельское поселение село Салемал, упразднённое в 2021 году в связи с преобразованием муниципального района в муниципальный округ.

## Население
По данным переписи 2002 года из 1003 жителей села, 38 % населения составляли русские, 32 % — ненцы, 30 % — другие. Население на 2011 год — 974 человека.
| 1989 | 2002  | 2010 | 2011 | 2012 | 2013 | 2014 |
| ---- | ----- | ---- | ---- | ---- | ---- | ---- |
| 914  | ↗1003 | ↘970 | ↗974 | ↘947 | ↘934 | ↘913 |
| 2015 | 2016  | 2017 | 2018 | 2019 | 2021 |      |
| ↗922 | ↗924  | ↗946 | ↘940 | ↗944 | ↘916 |      |